# Neeyambaspis
Neeyambaspis é o menos conhecido das duas espécies de Pituriaspida. A espécie viveu durante o Devoniano Médio, no que hoje é a Bacia Georgina, no oeste de Queensland, Austrália. Neeyambaspis era diferente de seu parente, Pituriaspis, porque o protetor de cabeça era triangular, em vez de alongado, o rostro era muito menor e mais curto e não havia cavidade na base do rostro que sugerisse a presença de aberturas nasais.